# آلتنكيرشن
آلتنكيرشن (بالألمانية: Altenkirchen) هي بلدة ألمانية تقع في ألمانيا في راينلند بالاتينات. يقدر عدد سكانها بـ 6,271 نسمة .

## توأمة
لآلتنكيرشن اتفاقيات توأمة مع:
- تارب

## أعلام
- إرنست ليندمان
- هانز نوسلين
- دافور بيتشينوفيتش